# Eltyubyuit
Das Mineral Eltyubyuit ist ein sehr selten vorkommendes Inselsilikat aus der Mayenit-Obergruppe mit der Endgliedzusammensetzung Ca12Fe3+10Si4O32Cl6. Es kristallisiert mit kubischer Symmetrie mit der Struktur von Chlormayenit.
Eltyubyuit ist durchsichtig bis durchscheinend und entwickelt nur kleine, limonengelbe bis hellbraune Kristalle von unter einem mm Größe. Die Kristallform wird dominiert vom Triakistetraeder {211}.
Gebildet wird Eltyubyuit kontaktmetamorph bei niedrigem Druck und sehr hohen Temperaturen bei der sanidinitfaziellen Umwandlung von calcium- und aluminiumreichen Gesteinen durch chlorreiche Fluide und findet sich in Skarn-Einschlüssen in magmatischen Gesteinen.

## Etymologie und Geschichte

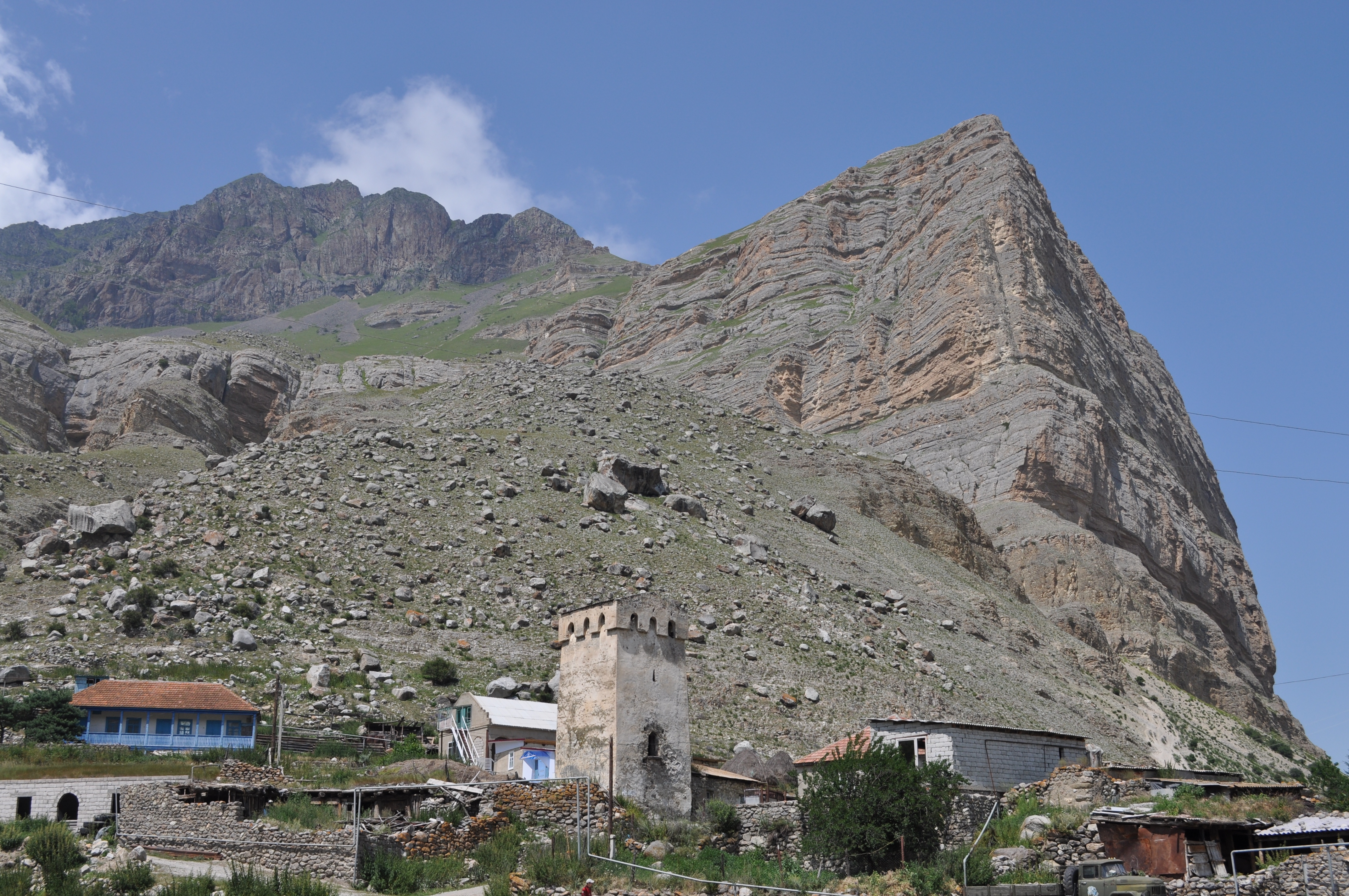
Das Dorf Eltyubyu im Chegem Distrikt, nach dem das Mineral benannt worden ist.

Seit Beginn des 20. Jahrhunderts ist ein kubisches Calciumaluminat bekannt, für das damals die Zusammensetzung 5CaO·3Al2O3 angegeben wurde. Da Calciumaluminate wichtige Verbindungen von Zementklinkern sind, wurden sie seither intensiv untersucht.
Die Struktur dieser Verbindung wurde 1936 von W. Büssem und A. Eitel am Kaiser-Wilhelm-Institut für Silikatforschung in Berlin-Dahlem aufgeklärt. Im Zuge der Strukturaufklärung korrigierten sie die Zusammensetzung zu 12CaO·7Al2O3.
Das Aluminium-Analog von Eltyubyuit, ein Chlorosilikat mit der von Büssem und Eitel bestimmten Struktur des 12CaO·7Al2O3, wurde 1993 von Tsukimura und Mitarbeitern in einem Skarn-Xenolithen eines Andesit bei Tadano nahe Kōriyama in der Präfektur Fukushima, Japan entdeckt. Sie beschrieben die Struktur in Analogie zur Granatstruktur und Wadalit wurde daher lange der Granatgruppe zugeordnet.
Glasser hob 1995 noch einmal die Unterschiede der Strukturen von Wadalit und Granat hervor und aktuelle Klassifikationen ordnen Granat und Wadalit in unterschiedliche Mineralgruppen ein.
2010 beschrieben Mihajlovic und Mitarbeiter einen eisenreichen Wadalit aus einem Karbonat-Xenolithen aus dem Leucit-Tephrit, der im Steinbruch der Firma "A. Caspar" am Bellerberg-Vulkan bei Mayen in der Vulkaneifel in Rheinland-Pfalz, Deutschland abgebaut wird.
Drei Jahre später wurde Eltyubyuit in einem Karbonat-Xenolithen aus den Ignimbriten der Chegem Caldera in der nordkaukasischen Republik Kabardino-Balkarien in Russland entdeckt. Benannt wurde Eltyubyuit nach den nahe gelegenen Dorf Eltyubyu.
Im Jahr 2015 schließlich wurde nahezu reiner, aluminiumfreier Eltyubyuit in einem Karbonat-Silikat-Xenolithen aus dem Dazit des Shadil-Khokh Vulkans, Kel’ Plateau im südlichen Ossetien, Georgien gefunden.
Währenddessen wurden von 2010 bis 2014 weitere Minerale der Mayenit-Obergruppe gefunden und die Gruppen- und Mineraldefinitionen von E. V. Galuskina und Mitarbeitern überarbeitet.

## Klassifikation
Die strukturelle Klassifikation der International Mineralogical Association (IMA) zählt den Eltyubyuit zur Mayenit-Obergruppe, wo er zusammen mit seinem Al3+-Analog Wadalit und Adrianit die Wadalitgruppe mit mehr als 4 Cl und 2 Si pro Formeleinheit bildet.
Da der Eltyubyuit erst 2011 als eigenständiges Mineral anerkannt wurde, ist er in der zuletzt 1977 überarbeiteten 8. Auflage der Mineralsystematik nach Strunz noch nicht verzeichnet.
Die von der IMA bis 2009 aktualisierte 9. Auflage der Strunz’schen Mineralsystematik kennt den Eltyubyuit ebenfalls noch nicht.
Im zuletzt 2018 überarbeiteten und aktualisierten Lapis-Mineralienverzeichnis nach Stefan Weiß, das sich aus Rücksicht auf private Sammler und institutionelle Sammlungen noch nach dieser alten Form der Systematik von Karl Hugo Strunz richtet, erhielt das Mineral die System- und Mineral-Nr. VIII/A.08-205. In der „Lapis-Systematik“ entspricht dies der Klasse der „Silikate und Germanate“ und dort der Abteilung „Inselsilikate mit [SiO4]-Gruppen“, wo Eltyubyuit zusammen mit Almandin, Andradit, Calderit, Eltyubyuit, Eringait, Goldmanit, Grossular, Henritermierit, Holtstamit, Hutcheonit, Hydrougrandit (auch Hydro-Ugrandit, diskreditiert 1967), Irinarassit, Jeffbenit, Katoit, Kerimasit, Kimzeyit, Knorringit, Majorit, Menzerit-(Y), Momoiit, Morimotoit, Pyrop, Schorlomit, Spessartin, Toturit, Uwarowit und Wadalit die „Granatgruppe“ mit der System-Nr. VIII/A.08 bildet.
Auch die vorwiegend im englischen Sprachraum gebräuchliche Systematik der Minerale nach Dana führt den Eltyubyuit noch nicht auf. Er würde zusammen mit Wadalit in die unbenannte Gruppe 51.04.05 der Abteilung der „Inselsilikatminerale“ eingruppiert werden.

## Chemismus
Eltyubyuit mit der Endgliedzusammensetzung [X]Ca12[T](Fe3+10Si4)O32[W]Cl6 ist das Eisen-Analog von Wadalit ([X]Ca12[T](Al3+10Si4)O32[W]Cl6), mit dem es Mischkristalle bildet, entsprechend der Austauschreaktion
- [T]Fe3+ = [T]Al3+ (Wadalit)

wobei [X], [T] und [W] die Positionen in der Mayenitstruktur sind.
Die empirische Zusammensetzung aus der Typlokalität ist
- [X](Ca12,12)[T](Mg0,04Ti0,11Al1,26Fe3+9,41Si2,98)O31,89[W][Cl5,94]

Neben der Mischkristallbildung mit Wadalit führen weitere Austauschreaktionen zu Abweichungen der Zusammensetzung von der idealen Endgliedzusammensetzung des Eltyubyuit. So verschiebt sich die Zusammensetzung in Richtung der des Fe-Analogs von Chlormayenit entsprechend der Austauschreaktion
- [T]Si4+ + [W]Cl− = [T]Fe3+ + [W]□. (Chlormayenit-Fe),[4]

Geringe Magnesiumgehalte deuten auf eine Mischkristallbildung mit dem Mg-Si-Analog Adrianit ([X]Ca12[T](Mg52+Si4+9)O32[W]Cl−6) entsprechend der Austauschreaktion
- 2[T]Al3+ = [T]Mg2+ + [T]Si4+

## Kristallstruktur
Eltyubyuit kristallisiert mit kubischer Symmetrie in der Raumgruppe I43d (Raumgruppen-Nr. 220) mit 2 Formeleinheiten pro Elementarzelle. Der natürliche Mischkristall aus der Typlokalität hat dem Gitterparameter a = 12,20 Å. Für aluminiumfreien Eltyubyuit wurde a = 12,2510 Å gemessen.
Die Struktur ist die von Chlormayenit. Eisen (Fe3+) und Silicium (Si4+) besetzen die zwei tetraedrisch von 4 Sauerstoffionen umgebenen Z-Positionen. Sie bilden ein Tetraedergerüst, das miteinander verbundene Käfige umschließt. Jeder dieser Käfige ist mit zwei Calcium (Ca2+)-Ionen besetzt, die von 6 Sauerstoffen unregelmäßig umgeben sind. In ihrem Zentrum zwischen den Calciumionen enthalten die Käfige ein Chlorion (Cl−).

## Bildung und Fundorte
Eltyubyuit bildet sich bei niedrigen Druck und hohen Temperaturen in Anwesenheit chlorhaltiger Fluide im Allgemeinen in Skarnen bei der Kontaktmetamorphose von calciumreichen Sedimenten. Chlorsilikate wie Rusinovit und Rondorfit bilden sich dann anstelle von Rankinit und Bredigit und Minerale der Mayenit-Obergruppe anstelle von Granat, z. B. Eltyubyuit statt Andradit oder Wadalit statt Grossular.
Die Typlokalität von Eltyubyuit ist ein kontaktmetamorpher Karbonat-Silikat-Xenolith aus einem Ignimbrit der Chegem Caldera in der nordkaukasischen Republik Kabardino-Balkarien in Russland. Begleitminerale sind Hydroxylellestadit, Edgrewit-Hydroxyledgrewit, Chegemit-Fluorchegemit, Cuspidin, Lakargiit, Perowskit, Kerimasit, Srebrodolskit und Dovyrenit.
In einem kontaktmetamorphen Karbonat-Silikat-Xenolithen aus einem Dazit des Shadil-Khokh Vulkans, Kel’ Plateau im südlichen Ossetien, Georgien tritt Eltyubyuit im Kontakt mit Rusinovit, Cuspidin, Rondorfit und Hydrocalumit auf. Weitere Begleitminerale sind Spurrit, Larnit, Gehlenit, Merwinit, Bredigit, Srebrodolskit, Wollastonit, Wadalit, Magnesioferrit und Ti-haltiger Andradit.
In Xenolithen des Leucit-Tephrits vom Bellerberg-Vulkan bei Mayen in der Vulkaneifel in Rheinland-Pfalz, Deutschland, tritt eisenreicher Wadalit (kein Eltyubyuit) zusammen mit Gehlenit, Cuspidin, Ellestadit, Fluorit, Ettringit, Gips und Reinhardbraunsit auf.